# 立石二六
立石 二六（たていし にろく、1940年2月7日 - ）日本の法学者。専門は刑法。北九州市立大学名誉教授。元京都女子大学教授。広島県呉市出身

## 来歴
- 1964年中央大学法学部卒業
- 1973年中央大学大学院法学研究科刑事法専攻博士課程単位取得退学
- 1974年北九州大学法学部専任講師
- 1975年北九州大学法学部助教授
- 1984年北九州大学法学部教授
- 2000年北九州大学評議員・同学生部長
- 2001年北九州市立大学法学部教授
- 2002年北九州市立大学定年退官。同名誉教授。中央大学法学部教授
- 2011年中央大学定年退職。弁護士登録（東京弁護士会）
- 2011年京都女子大学法学部教授(同大学法学部長兼務)

## 著書
- 『ケーススタディ刑法II・III・IV』（共著, 法学書院, 1976年～1977年）
- 『刑法基本講座第5巻‐財産犯論』（共著, 法学書院, 1993年）
- 『刑法総論』（成文堂, 1999年初版・2004年補正版・2006年第2版・2008年第3版・2015年第4版）
- 『刑法総論27講』（編著, 成文堂, 2004年）
- 『刑法各論30講』（編著, 成文堂, 2007年）
- 『刑法解釈学の諸問題』（成文堂, 2012年）

などがある。